# Lateracanthus quadripedis
Lateracanthus quadripedis är en kräftdjursart som beskrevs av Zbigniew Kabata och Gusev 1966. Lateracanthus quadripedis ingår i släktet Lateracanthus och familjen Chondracanthidae. Inga underarter finns listade i Catalogue of Life.